# Ave Regina caelorum, WAB 8
Ave Regina caelorum (Salut, Reine des cieux !), WAB 8, est un motet composé par Anton Bruckner vers 1886.

## Historique
Le motet a été composé vers 1886 à la demande de Ferdinand Schölzig, Maître des novices à l'Abbaye de Klosterneuburg. L'antienne mariale a été exécutée en premier lieu le 25 mars 1886 lors de la fête de l'Annonciation.
Le manuscrit de Bruckner est archivé à l'Österreichische Nationalbibliothek. Le motet, qui a d'abord été publié en 1910 dans le troisième annuaire de l'Abbaye de Klosterneuburg, a été ré-édité par Wöss en 1921 avec le Zur Vermählungsfeier, WAB 54. Il est édité dans le Volume XXI/36 de la Bruckner Gesamtausgabe.

## Musique
Ce motet n’est pas une simple harmonisation d'une antienne grégorienne, mais plutôt une paraphrase chorale de l'Ave Regina caelorum pour voix et orgue ou, selon Leopold Nowak, une composition originale en style grégorien.

## Discographie
Aucun des quelque dix enregistrements suit fidèlement la partition originale de Bruckner. Seuls deux la suivent plus ou moins :
- Robert Shewan, Roberts Wesleyan College Chorale, Choral Works of Anton Bruckner – CD : Albany TROY 063, 1991
- Franz Farnberger, Sankt Florianer Sängerknaben, Anton Bruckner in St. Florian – Requiem & Motetten  CD : Studio SM D2639 SM 44, 1997

## Sources
- Anton Bruckner – Sämtliche Werke, Band XXI: Kleine Kirchenmusikwerke, Musikwissenschaftlicher Verlag der Internationalen Bruckner-Gesellschaft, Hans Bauernfeind et Leopold Nowak (Éditeurs), Vienne, 1984/2001
- Cornelis van Zwol, Anton Bruckner 1824-1896 – Leven en werken, uitg. Thot, Bussum, Pays-Bas, 2012.  (ISBN 978-90-6868-590-9)
- Uwe Harten, Anton Bruckner. Ein Handbuch. Residenz Verlag, Salzbourg, 1996.  (ISBN 3-7017-1030-9).